# Уочи одласка вечерњег воза
„Уочи одласка вечерњег воза” је југословенски ТВ филм из 1961, године. Режирао га је Славољуб Стефановић Раваси а сценарио је написао Момчило Миланков,

## Улоге
| Глумац              | Улога |
| ------------------- | ----- |
| Милан Ајваз         |       |
| Душан Антонијевић   |       |
| Злата Нуманагић     |       |
| Миодраг Радовановић |       |
| Олга Савић          |       |
| Славко Симић        |       |
| Виктор Старчић      |       |